# Nina Åström
Nina Åström (Kokkola, 1962) is een Fins zangeres.

## Biografie
Nina Lindkvist werd in 1962 geboren in een familie van Zweedstalige Finnen. Ze begon op jonge leeftijd te zingen, en begeleidde zichzelf op piano. Het zou echter nog tot 1992 duren vooraleer ze haar eerste album uitbracht. In tussentijd trouwde ze met Benni Åström, wiens naam ze overnam. Samen hebben ze twee dochters. Door haar toenemende populariteit werd ze door UNICEF aangesteld als goodwill ambassador. In 2000 won ze de Finse preselectie voor het Eurovisiesongfestival. Met het nummer A little bit mocht ze aldus haar vaderland vertegenwoordigen op het Eurovisiesongfestival 2000, dat gehouden werd in de Zweedse hoofdstad Stockholm. Daar eindigde ze op de achttiende plaats.

## Discografie
- Person 2 Person (1992)
- A Matter of Time (1993)
- Moods (1995)
- A Friend (1999)
- A Little Bit of Love (2000)
- Vierelle jäät (2000)
- Merry Christmas Jesus (2001)
- Real Life (2003)
- Landscape of My Soul (2007)
- The Way We Are (2010)
- Avoin taivas (2012)
- Minun aarteeni (2014)
- Joulun Kuningas (2014)
- Takaisin kotiin (2016)
- Rauhaa ja rohkeutta (2018)